# 松井昂史
松井 昂史（まつい たかし、1959年10月5日 - ）は、日本のテレビプロデューサー、演出家、実業家。株式会社M-MoDe代表取締役。

## 来歴・人物
1980年にTBS映画社に入社した後、オフィス・トゥー・ワン、フルハウス（現・ハウフルス）を経て、1986年にフリーのディレクターとなる。フリー転向後には各局のバラエティ番組を担当していた。
その後、1997年に株式会社創輝を設立。2008年に創輝を退任し、日テレアックスオンにスタークリエイターとして採用される。
2013年1月に日テレアックスオンを退社し、株式会社M-MoDeを設立。その後は演出家として活動している。

## 手掛けた番組
- なるほど!ザ・ワールド（フジテレビ）

### ディレクター
- 愛川欽也の探検レストラン（テレビ朝日）
- TVムック（日本テレビ）
- ライオンのおしゃべりな夜（テレビ東京）
- ジパング通信（朝日放送）
- こだわりTV PRE★STAGE（テレビ朝日）
- クイズ世界はSHOW by ショーバイ!!（日本テレビ）
- EXテレビ（日本テレビ） - 月曜日担当
- 24時間テレビ 「愛は地球を救う」（日本テレビ）
- 週刊ストーリーランド（日本テレビ）
- マジカル頭脳パワー!!（日本テレビ）
- ダウンタウンDX（読売テレビ）

### 演出
- 日曜ワイド「井筒監督喜怒哀楽 イタリアシネマな旅」「井筒監督＆トータス松本 アメリカ南部★ブルースな旅」（テレビ朝日）
- 報道特捜プロジェクト（日本テレビ）
- 金曜プレステージ「芸能人の親ばか大集合 グチに暴露にお説教!笑いと涙の授業参観」（フジテレビ）
- ダウンタウンvs魔術師Dr.レオン!! 絶対見破るぞ史上最強マジックSP（日本テレビ）
- 泣いた笑った! ご対面あの人に会いたい（日本テレビ）
- キズナのチカラ（BS日テレ）
- カスペ! 間違いだらけの健康ジョーシキ（フジテレビ）

### プロデューサー
- 平成あっぱれテレビ（日本テレビ）
- さんま&SMAP!美女と野獣のクリスマススペシャル（日本テレビ）
- 行列のできる法律相談所（日本テレビ）
- トナリの悩みの解決人（日本テレビ）
- 謎を解け!まさかのミステリー（日本テレビ）